# Cheap Thrills
Cheap Thrills — другий студійний альбом американського рок-гурту Big Brother and the Holding Company, випущений 12 серпня 1968 року лейблом Columbia Records. Cheap Thrills був останнім альбомом гурту з вокалісткою Дженіс Джоплін перед тим, як вона пішла, щоб почати сольну кар'єру. До запису гурт і продюсер Джон Саймон додали записи шуму натовпу, щоб створити враження живого альбому. Лише композиція «Ball and Chain» була насправді записана на концерті в Winterland Ballroom.
Cheap Thrills досяг успіху серед критиків і у продажах, посідаючи перше місце в чарті Billboard Top LPs протягом восьми тижнів поспіль у 1968 році. 2007 року Cheap Thrills було включено до Зали слави Ґреммі. Журнал Rolling Stone поставив альбом під номером 338 у списку «500 найкращих альбомів усіх часів». Його перемістили на 372 місце в списку 2020 року.

## Список композицій
Перша сторона
1. Combination of the Two — 5:47
2. I Need a Man to Love — 4:54
3. Summertime — 4:01
4. Piece of My Heart — 4:15

Друга сторона
1. Turtle Blues — 4:22
2. Oh, Sweet Mary — 4:16
3. Ball and Chain — 9:02